# Seven (album, Winger)
Seven je sedmé studiové album americké rockové skupiny Winger, vydané 5. května 2023 přes vydavatelství Frontiers Records a produkované frontmanem skupiny Kipem Wingerem.
Album se umístilo v žebříčku US Top Album Sales na 21. místě a obdrželo pozitivní recenze. V britském žebříčku UK Independent Albums se umístilo na 13. místě a ve švýcarském žebříčku na 18. místě.
Bylo to první studiové album od návratu kytaristy a klávesisty Paula Taylora, který odešel ze skupiny v roce 1992.
První singl alba, „Proud Desperado“, vyšel 10. března a autorsky se na něm podílel známý skladatel Desmond Child, který byl v 80. letech spoluautorem nejznámějších rockových hitů pro Kiss, Joan Jett, Aerosmith, Poison, Alice Cooper a další.

## Seznam skladeb
Všechny skladby napsali Kip Winger a Reb Beach, pokud není uvedeno jinak.
| Pořadí         | Název                        | Autor                                | Délka |
| -------------- | ---------------------------- | ------------------------------------ | ----- |
| 1.             | Proud Desperado              | Kip Winger, Reb Beach, Desmond Child | 3:50  |
| 2.             | Heaven's Falling             |                                      | 5:15  |
| 3.             | Tears of Blood               |                                      | 5:04  |
| 4.             | Resurrect Me                 |                                      | 4:11  |
| 5.             | Voodoo Fire                  | Winger                               | 3:59  |
| 6.             | Broken Glass                 |                                      | 6:52  |
| 7.             | It's Okay                    |                                      | 4:13  |
| 8.             | Stick the Knife in and Twist | Winger, Beach, Grant Van Dijk        | 3:32  |
| 9.             | One Light to Burn            | Winger, John Roth                    | 4:13  |
| 10.            | Do or Die                    | Winger                               | 3:54  |
| 11.            | Time Bomb                    |                                      | 5:20  |
| 12.            | It All Comes Back Around     | Winger                               | 7:29  |
| Celková délka: | Celková délka:               | Celková délka:                       | 56:22 |

## Obsazení
- Kip Winger – zpěv, baskytara, klávesy, akustická kytara
- Reb Beach – kytary, doprovodný zpěv
- John Roth – kytary, doprovodný zpěv
- Paul Taylor – klávesy, doprovodný zpěv, rytmická kytara
- Rod Morgenstein – bicí